# Curt Falkemo
Curt Carl Henry Falkemo, född 19 september 1920 i Göteborgs Annedals församling i Göteborgs och Bohus län, död 6 mars 1986 i Älvsborgs församling i Göteborgs och Bohus län, var en svensk ingenjör.

## Biografi
Falkemo, som var son till förste stadsläkaren Kurt Falkemo och Torborg Ekbom, avlade civilingenjörexamen vid Tekniska högskolan 1947, blev teknologie licentiat 1956 och marindirektör av andra graden samma år. Han var anställd vid Marinförvaltningen 1947–1949, forskningsassistent vid Tekniska högskolan 1949–1950, skyddsingenjör i flottan 1951–1952, lärare vid Sjökrigsskolan 1952–1955, chef för Projektsektionen vid Marinförvaltningen 1955–1958 och professor i skeppshydromekanik vid Chalmers tekniska högskola 1957–1985.
Curt Falkemo invaldes 1967 som korresponderande ledamot av Kungliga Örlogsmannasällskapet och 1970 som ledamot av Kungliga Krigsvetenskapsakademien. Han är begravd på Nya Varvets kyrkogård i Göteborg.

## Utmärkelser
- Riddare av Nordstjärneorden, 1961.[6]